# Leben mit einem Idioten (Oper)
Leben mit einem Idioten (russisch: Жизнь с идиотом, Schisn s idiotom) ist eine Oper in zwei Akten (vier Szenen) von Alfred Schnittke (Musik) mit einem Libretto von Wiktor Jerofejew nach dessen Erzählung Leben mit einem Idioten von 1980. Sie wurde am 13. April 1992 von der Niederländischen Oper in Het Muziektheater Amsterdam uraufgeführt.

## Handlung
Die Oper wird weitgehend aus der Perspektive eines „Ich“ genannten russischen Schriftstellers erzählt. Schauplätze sind seine Wohnung und der Keller eines Irrenhauses.

### Prolog
Der Chor fasst, unterbrochen von Einwürfen „Ichs“ und seiner Ehefrau, die Geschichte zusammen: „Das Leben mit einem Idioten ist voller Überraschungen!“ Die Ehefrau hält ihren Mann für verrückt, weil er sich ausgerechnet für Wowa entschieden hat. Sie verkündet Wowa, dass er einen Sohn bekommen werde. „Ich“ ruft dazwischen, dass er selbst sein Sohn sein werde.

### Erster Akt
Erste Szene
„Ich“ wurde wegen seines Mangels an Mitgefühl dazu verurteilt, einen Irren eigener Wahl bei sich aufzunehmen. Seine Freunde freuen sich mit ihm über die verhältnismäßig milde Strafe. Der Schriftsteller erzählt nun seine Geschichte, wobei Rückblenden das Geschehen verdeutlichen. Er hatte sich zur „inneren Abrechnung mit dem Leben“ für den „nach Form und Inhalt“ „volkstümlich wirkend[en]“ Gottesnarren Wowa entschieden. Zu dieser Zeit war gerade seine erste Ehefrau gestorben – vermutlich an Scharlach und der üblichen darauf folgenden Fehlbehandlung. Anschließend hatte er eine große Verehrerin von Marcel Proust geheiratet. Er gesteht, dass er seine beiden Frauen häufig verwechselt. Inzwischen ist auch seine zweite Frau tot: Wowa hat ihr mit einer großen Gartenschere, die er sonst zum Schneiden seiner Fußnägel nutzte, den Kopf abgeschnitten. Sie selbst erzählt den brutalen Mord aus ihrer Sicht (Tango von Wowa und Ehefrau): Wowas Gesicht habe dabei „ausgesprochen schulmeisterlich“ gewirkt. Sie erinnert sich mit Entzücken an ihre Erregung während der Tat. „Ich“ berichtet, wie er zugesehen, dabei Tomatensaft getrunken und masturbiert hat.
Zweite Szene
„Ich“ erzählt von seinem Besuch im Irrenhaus, als er Wowa aussuchte. Seine Ehefrau ist nicht mitgefahren, weil der Motor ihres Autos streikte. Sie sagt, dass sich nie für Wowa entschieden hätte. Der Wärter empfängt „Ich“ unfreundlich und lässt ihn erst nach einer Bestechung mit zwei Flaschen Wodka ein. Ein „Chor der Idioten“ beschreibt die ungefähr hundert traurigen Gestalten im Kellerraum des Hauses. Die Situation löst bei „Ich“ eine Halluzination aus. Darin erinnert er sich an einen Streit mit seinem Betriebsdirektor und einer Vertreterin des Parteikomitees, die ihn der Plan-Sabotage verdächtigte. „Ich“ sucht nun unter den Irren nach einem „seligen Narren“, ist aber durch das rote Licht und die stickige Luft verwirrt. Ein junger Irrer singt das Volkslied „Auf dem Feld stand eine Birke“. Da sieht er auf einer Bank einen „großen Typen so um die dreißig“ mit einem „durchaus menschliche[n] Gesicht“. Der Wärter warnt ihn davor, dass dieser beiße, und genau das geschieht auch. Endlich entdeckt „Ich“ den im Zimmer auf- und abschreitenden Wowa, mit dem „Aussehen eines etwas provinziellen […] Hochschuldozenten“ und „vorgewölbte[r] Stirn“ und „bezaubernd schüttere[n] Haare[n]“, der mit einem eingebildeten Gegner zu diskutieren scheint. Der Wärter bezeichnet diesen als fügsam und verständig. Zwar bestehen dessen einzige Laute in dem Ausruf „Äch!“, doch der Wärter meint, dass er auch gesprächig sein könne. „Ich“ stellt erfreut fest, dass Wowa rote Haare hat. Er unterschreibt, bezahlt den Wärter und nimmt Wowa mit: „Wowa war jetzt mein.“
In einem kurzen Intermezzo stammeln die Ehefrau, „Ich“ und Wowa sinnlose Laute. Anschließend kündigt „Ich“ einen Bericht darüber an, wie er „sein“ wurde.

### Zweiter Akt
Erste Szene
In der Wohnung führt sich Wowa zunächst ordentlich auf. Die Behauptung des Wärters über seine Redseligkeit erweist sich jedoch als Lüge: Er bleibt beim „Äch!“, und alle Versuche „Ichs“, etwas über seine Vergangenheit herauszubekommen, scheitern. Bei Spaziergängen durch die verschneiten Straßen erschrecken die Passanten jedoch aus unersichtlichem Grund vor ihm. Eines Tages verstreut Wowa die Lebensmittel aus dem Kühlschrank auf dem Boden. Wenig später zerfetzt er die Büchersammlung einschließlich des von seiner Frau geliebten Proust. „Ich“ und seine Frau versuchen, ihn stärker zu kontrollieren. Wowas Verhalten wird jedoch immer schlimmer: Gegenstände verschwinden, er schmiert Kot an die Tapeten, uriniert in den Kühlschrank, zerstört die Möbel und das Telefon, tobt und läuft unbekleidet durch die Gegend. Das Ehepaar zieht sich ängstlich in das Nachbarzimmer zurück, wo sich die beiden heftig streiten. Wowa dringt auch dort ein, schleudert „Ich“ brutal aus dem Raum und vergewaltigt die Frau. In Panik läuft „Ich“ zur Küche, um ein Messer zu holen. Die Ehefrau und Wowa schreien laut. Plötzlich wird es ruhig, „Ich“ wirft das Messer fort und geht kalt duschen. Walzer-Musik symbolisiert den wieder eingekehrten Frieden.
Zweite Szene
Nachdem Wowa wieder stubenrein geworden ist, kehrt Normalität in die Wohnung ein. Allerdings hat Wowa ein intimes Verhältnis mit der Ehefrau begonnen, weswegen „Ich“ mit Ohrenstöpseln auf der Couch im Wohnzimmer schläft. Wowa schenkt ihr Veilchen. „Ich“ kauft ihm einen neuen Mantel und ersetzt seiner Frau die zerstörte Proust-Sammlung, worauf Wowa ihm ebenfalls Blumen mitbringt. Zudem hilft er nun im Haushalt. Überraschenderweise wird die Ehefrau trotz „gewisser Neigungen“ Wowas schwanger. Sie hat sich ernsthaft in ihn verliebt und duldet keine Kritik „Ichs“ an Wowa mehr. Dennoch lässt sie das Kind abtreiben. Als Wowas das erkennt, wird er wütend, verprügelt sie und geht eine homosexuelle Beziehung mit „Ich“ ein – die ein „Chor der Homosexuellen“ bildhaft beschreibt. „Ich“ und Wowa ziehen glücklich erst in ein Nebenzimmer und später ins Schlafzimmer, während sie der wütenden Frau das Esszimmer und die Couch überlassen. Diese rekapituliert ihr Leben, zerfetzt Briefe und Bücher und kotet wie zuvor Wowa auf den Teppich. „Ich“ und Wowa ignorieren das zunächst. Nach einer Weile verlieren sie die Geduld, verhöhnen und prügeln sie. Da die Frau ihnen nichts mehr zu essen gibt, hungern sie und magern immer mehr ab. Schließlich stellt die Frau Wowa vor die Wahl: „Wowa! Entweder er oder ich!“ Sie verspricht ihm sogar einen Sohn. Wowa wirkt zunächst traurig. Doch dann rastet er aus, holt die Gartenschere und enthauptet sie damit. Er stopft ihren Körper in den Müllschlucker im Treppenhaus und verschwindet. „Ich“ sieht ihn nie wieder. Doch er selbst wird ins Irrenhaus eingeliefert, wo ihn der Wärter „als alten Bekannten“ begrüßt. Dort singt nun „Ich“ das Lied von der Birke, beißt um sich und notiert seine Lebensgeschichte. Wowas „Äch!“-Rufe sind weiterhin zu hören. Die Ehefrau und dann auch „Ich“ stimmen darin ein.

## Gestaltung
Obwohl der Librettist Jerofejew dies leugnete, weist die Figur des Idioten große Ähnlichkeiten mit Lenin auf, die dazu führten, dass er in mehreren Inszenierungen dessen Gestalt erhielt: Der Name „Wowa“ ist die Koseform von dessen Vornamen Wladimir, und auch sein beschriebenes Aussehen und seine Mimik sowie die „pervers-libidinösen Bindungen“ legen dies nahe. Deutliche Anspielungen an die Ästhetik der Sowjetunion lassen ebenfalls erkennen, dass er zumindest als „Personifizierung der Sowjetmacht“ angesehen werden muss. Zweimal im ersten Akt – bei der Erzählung der Köpfung und beim Schrei „Ichs“, Wowa solle ihm seine „entzündeten Organe“ abschneiden – zitiert Schnittke die Internationale. Diese Stellen verbinden die sowjetische Politik mit Mord und Kastration. Die Aufnahme eines Volkslieds (hier das Lied von der Birke, das zuvor bereits Mili Balakirew in einer Ouvertüre und Pjotr Tschaikowski im Finale seiner 4. Sinfonie verarbeitet hatten) ist ebenfalls eine typisch sowjetische Forderung. In der Oper erklingt es ausgerechnet im Irrenhaus. Der Wunsch nach einem „Gottesnarren“, der einem Charakter aus Mussorgskis Oper Boris Godunow entspricht und von einem verzerrten Zitat dieser Oper (mit Flexaton) begleitet wird, ist eine Anspielung auf Stalins Ästhetik des Sozialistischen Realismus. Dennoch wollten Schnittke und Jerofejew keine Allegorie auf die Geschichte der Sowjetunion schreiben, sondern eine „allgemeingültige Parabel des individuellen Selbstwertverlustes im gesellschaftlichen Prozess“ (Ulrich Schreiber). Außer als Lenin wurde Wowa in den verschiedenen Inszenierungen auch als Caligula, Napoleon, Hitler oder Semjon Budjonny dargestellt. In Wuppertal zeigte man ihn als „biederes Familienmitglied“. Schnittke zufolge sollen alle Interpretationen die „irrationalen und zerstörenden Nuancen der Oper entdecken und andere hinzufügen“.
Die Gestalt des in der Oper auch persönlich auftretenden Schriftstellers Marcel Proust hat eine Parallele in der wenige Jahre zuvor entstandenen Oper L’écume des jours von Schnittkes Moskauer Kollegen Edisson Denissow, wo der Philosoph „Jean Sol-Partre“ eine ähnliche Funktion hat.:23
Die Musik Schnittkes ist geprägt von der „Polystilistik“, einer Mischung von Stilen der unterschiedlichsten Epochen. Auch enthält sie eine Reihe von musikalischen Referenzen. Neben der bereits erwähnten Internationalen, dem Volkslied und dem Mussorgski-Zitat gibt es einen Tango der 1930er Jahre und ein Trompetenmotiv aus Schostakowitschs 11. Sinfonie. Der Prolog zitiert den Eingangschor aus Bachs Matthäus-Passion. Außerdem finden sich Eigenzitate Schnittkes aus seiner Streicher-Komposition Moz-Art a la Haydn oder seinem Ballett Peer Gynt.
Die Geschichte wird nicht chronologisch erzählt, sondern enthält mehrere Zeitsprünge. Nicht nur „Ich“ fungiert als Erzähler, sondern auch seine bereits ermordete Frau und der Chor. Dadurch ergibt sich eine „totale Selbstentfremdung der Figuren“ (Ulrich Schreiber). Eine zentrale Idee dieser absurden Oper ist der Vorrang des Irrationalen vor dem Rationalen.

### Orchester
Die Orchesterbesetzung der Oper enthält die folgenden Instrumente, die sich in der Gesamtfläche des Orchestergrabens verteilen sollen:
- Holzbläser: Piccoloflöte, Flöte (auch Altflöte), Oboe (auch Englischhorn), kleine Klarinette, Klarinette (auch Bassklarinette), Fagott, Kontrafagott
- Blechbläser: Horn, Trompete, Posaune, Tuba
- Pauken, Schlagzeug (vier Spieler): große Trommel, Becken, kleine Trommel, Triangel, Tamburin, Holzblocktrommel, Militärtrommel, drei Tomtoms, Ratsche, Peitsche, Kuhglocke, Bongos, Flexaton, Röhrenglocken, Glockenspiel, Xylophon, Vibraphon, Marimba
- Klavier (auch Cembalo, Orgel und Celesta)
- Harfe
- Streicher: fünf Violinen 1, fünf Violinen 2, vier Bratschen, vier Violoncelli, fünf Kontrabässe

Im zweiten Bild des ersten Akts können Flöte (Altflöte), Oboe (Englischhorn), Klarinette (Bassklarinette), Fagott, Horn, Trompete, Posaune und Tuba weit im Zuschauerraum verteilt spielen.

## Werkgeschichte
Schnittkes Oper Leben mit einem Idioten entstand als Auftragswerk der niederländischen Eduard-van-Beinum-Stiftung. Das Libretto stammt von Wiktor Jerofejew. Es basiert auf dessen gleichnamiger Erzählung. Schnittke lernte diese bereits 1985 bei einer privaten Lesung des Autors kennen und hielt sie für geeignet für eine Vertonung. Er teilte den Inhalt einigen befreundeten Komponisten (u. a. Luigi Nono) und Verlegern mit. Die Vertragsverhandlungen für den Auftrag der Stiftung und der Amsterdamer Oper führte Mstislaw Rostropowitsch.
Die ursprüngliche Librettofassung entspricht fast vollständig der Vorlage. Schnittke selbst nahm anschließend in Absprache mit Jerofejew Straffungen um ungefähr ein Drittel vor. Dadurch entfielen im Wesentlichen zwei Nebenepisoden, nämlich die Figur des ausländischen Diplomaten Craig Benson (als dessen Hausidiot „Ich“ endet) und die genaue Beschreibung des die Handlung auslösenden Vergehens des Protagonisten. Von letzterer blieb nach der Kürzung nur noch eine kurze „Halluzination“ während der Irrenhaus-Szene übrig. Die persönlichen Auftritte Marcel Prousts dagegen wurden für die Opernfassung ergänzt. Den Tango und den Walzer fügte Schnittke auf Wunsch Rostropowitschs in die Partitur ein.
Für die Arbeit unterbrach Schnittke die Arbeit an seiner Oper Historia von D. Johann Fausten. Das Vokalgerüst erstellte er im Winter 1990/91, anschließend vollendete er das Particell und ab Mai 1991 die Partitur. Wegen eines Schlaganfalls musste er die Arbeit bis Anfang Oktober 1991 für drei Monate unterbrechen. Der Rest der Komposition erfolgte krankheitsbedingt unter Zeitdruck. Den Klavierauszug für die Ausführenden erstellten abschnittsweise der Komponist Wolfgang Nicklaus und Schnittkes Sohn Andrei.
Bei der Uraufführung der Niederländischen Oper am 13. April 1992 in Het Muziektheater Amsterdam leitete Mstislaw Rostropowitsch das Rotterdam Philharmonic Orchestra und ein Vokalensemble. Inszenierung und Ausstattung stammten von Boris Pokrowski und Ilja Kabakow. Es sangen Dale Duesing (Ich), Romain Bischof (Alter Ego des Ich), Teresa Ringholz (Ehefrau), Howard Haskin (Wowa), Leonid Zimnenko (Wärter), Robin Leggate (Marcel Proust).:16481 Der Dirigent Rostropowitsch trat außerdem als Akteur, Cellist und Pianist auf. Die Produktion war so erfolgreich, dass das Werk unmittelbar darauf auch an anderen Opernhäusern gespielt wurde. Es handelt sich um die erste international erfolgreiche russische Oper nach dem Zusammenbruch der UdSSR.
Zunächst folgte eine ebenfalls von Pokrowski inszenierte Gemeinschaftsproduktion der Wiener Kammeroper und des Kammertheaters Moskau in einer Ausstattung von Wiktor und Rafail Wolski. Sie wurde im Februar 1992 in Wien gespielt (Dirigent: Wladimir Siwa; Sänger: Jewgeni Bolutschewski, Olga Schalajewa, Nikolai Kurpe) und im Juni 1993 in Moskau (Dirigent: Alexandr Lewin; Sänger: Jakow Radinek, Nina Jakowlewa, Sergei Ostrumow).
Die deutsche Erstaufführung fand am 26. März 1993 im Opernhaus Wuppertal statt. Die Oper wurde hier in einer deutschen Übersetzung von Jörg Morgener nach Beate Rauschs Übersetzung der Erzählung gegeben. Es handelte sich um eine Koproduktion der Wuppertaler Bühnen mit dem Gelsenkirchener Musiktheater im Revier. Johannes Kalitzke leitete das Sinfonieorchester Wuppertal. Die Regie stammte von Friedrich Meyer-Oertel, das Bühnenbild von Dieter Flimm und die Kostüme von Annette Beaufays. Es sangen John Riley-Schofield („Ich“), Rebecca Littig (Ehefrau), Werner Hollweg (Wowa), Marek Wojciechowski (Wärter), Ole Jörgen Kristiansen (Marcel Proust) und Kenneth Beare (Bursche).:4
1995 wurde das Werk in einer Inszenierung von Jonathan Moore durch die English National Opera in London aufgeführt. Die Hauptrollen sangen David Barrell („Ich“), Louisa Kennedy-Richardson (Ehefrau) und Alasdair Elliott (Wowa).
Weitere Aufführung gab es beispielsweise 1993 in Turin, 1994 in Madrid und Lissabon, 1995 in Bremen, Glasgow und Dresden, 1996 in Buenos Aires und 2002 im Staatstheater Darmstadt.
Eine Produktion von Nowosibirsk aus dem Jahr 2003 unter Jewgeni Wolynski war im folgenden Jahr auch als Gastspiel in Deutschland zu sehen. Dirigent war Jewgeni Wolynski, Regie führte Henryk Baranowski, und das Bühnenbild stammte von David Borowski.
Im Mai 2017 hatte die Oper in einer Inszenierung von Georg Rootering Premiere am Stadttheater Gießen. Bühne und Kostüme stammten von Lukas Noll, das Lichtdesign von Ulrich Schneider. Die musikalische Leitung hatte Martin Spahr. Die Gesangssolisten waren Gabriel Urrutia („Ich“), Annika Gerhards (Ehefrau), Bernd Könnes (Wowa), Tomi Wendt (Wärter), Grga Peroš (Marcel Proust) und Shawn Mlynek (Bursche).
Einen besonderen politischen Fokus erhielt die Oper durch die Inszenierung von Kirill Serebrennikow, die ab November 2024 am Opernhaus Zürich zu sehen war. Die Rolle des „Ich“ übernahm dabei  Bo Skovhus.

## Aufnahmen
- April 1992 – Mstislaw Rostropowitsch (Dirigent), Boris Pokrowski (Inszenierung), Rotterdam Philharmonic Orchestra, ein Vokalensemble.
 Dale Duesing (Ich), Romain Bischof (Alter Ego des Ich), Teresa Ringholz (Ehefrau), Howard Haskin (Wowa), Leonid Zimnenko (Wärter), Robin Leggate (Marcel Proust).
 Live aus Amsterdam; Besetzung der Uraufführung.
 Sony CD: S2K 52495.[8]:16481